# Midrach Oz
Midrach Oz (hebrejsky מִדְרַךְ עֹז, doslova „Opěrný bod síly“, v oficiálním přepisu do angličtiny Midrakh Oz) je vesnice typu mošav v Izraeli, v Severním distriktu, v Oblastní radě Megido.

## Geografie
Leží v nadmořské výšce 120 metrů, na pomezí Jizre'elského údolí a planiny Ramat Menaše. Jde zároveň o rozmezí mezi zemědělsky intenzivně využívanou krajinou v údolí a zalesněnými svahy. Z Ramat Menaše sem stékají četná vádí, zejména Nachal Midrach, které prochází po severním okraji vesnice. Od jihu k vesnici směřují též kratší vádí Nachal Slav a Nachal Megido. Severně od vesnice se zvedají vrchy Giv'at Ešmar a Tel Bar.
Nachází se cca 67 kilometrů severovýchodně od centra Tel Avivu a cca 28 kilometrů jihovýchodně od centra Haify. Midrach Oz obývají Židé, přičemž osídlení v tomto regionu je etnicky smíšené. V údolí převládají židovská sídla, stejně jako na planinách Ramat Menaše západně odtud. 4 kilometry jihozápadně od mošavu ovšem začíná oblast vádí Ara, kde leží lidnatá sídla, která obývají izraelští Arabové.
Na dopravní síť je vesnice napojena pomocí dálnice číslo 66, která sleduje jihozápadní okraj Jizre'elského údolí.

## Dějiny
Mošav Midrach Oz byl založen roku 1952 na místě arabské vesnice al-Mansi zvané též Arab al-Baniha, která byla vysídlena během války za nezávislost v roce 1948. Stála v ní mešita a škola. Roku 1931 měla Mansi 467 obyvatel a 98 domů. Z její původní zástavby se dodnes dochovala budova mešity a školy.
V prostoru této opuštěné arabské vesnice byl pak zřízen přistěhovalecký tábor zvaný rovněž Mansi (מנסי). Z nej se pak vyvinul po zrušení přistěhovaleckého tábora nynější mošav. Jeho zakladateli byla skupina asi 100 židovských přistěhovalců z Jemenu.
Současné jméno vesnice je odvozeno od biblického citátu, který uvádí Kniha Soudců 5,21 – „Jen je mocně pošlapej, má duše“ Zároveň má připomínat bitvy, které se v okolí sousedního Mišmar ha-Emek odehrávaly během války za nezávislost v roce 1948.
Vesnice zpočátku procházela ekonomickými těžkostmi. Zemědělství nadále zůstává významným zdrojem příjmů, ale velká část obyvatel za prací dojíždí mimo obec.
V obci funguje zařízení předškolní péče o děti. Základní škola je v Ejn ha-Šofet. Děti z religiózních rodin dojíždějí do školy v Eljakim. Mošav plánuje stavební expanzi o 83 domů, z nichž 65 již bylo prodáno a nastěhování nových obyvatel se probíhalo během roku 2008. V Midrach Oz je k diszpozici knihovna a zdravotní ordinace.

## Demografie
Obyvatelstvo Midrach Oz je smíšené, tedy sekulární i nábožensky založené. Podle údajů z roku 2014 tvořili populaci v Midrach Oz Židé (včetně statistické kategorie "ostatní", která zahrnuje nearabské obyvatele židovského původu ale bez formální příslušnosti k židovskému náboženství).
Jde o menší sídlo vesnického typu s dlouhodobě stagnujícím počtem obyvatel, který ale v roce 2008 vystřídal prudký nárůst v souvislosti s dokončením nové obytné zástavby. K 31. prosinci 2014 zde žilo 715 lidí. Během roku 2014 populace stoupla o 7,0 %.
| Rok            | 1961 | 1972 | 1983 | 1995 | 2001 | 2003 | 2004 | 2005 | 2006 | 2007 | 2008 | 2009 | 2010 | 2011 | 2012 | 2013 | 2014 |
| -------------- | ---- | ---- | ---- | ---- | ---- | ---- | ---- | ---- | ---- | ---- | ---- | ---- | ---- | ---- | ---- | ---- | ---- |
| Počet obyvatel | 426  | 464  | 491  | 466  | 506  | 494  | 483  | 477  | 447  | 455  | 512  | 535  | 609  | 621  | 658  | 668  | 715  |